# Taur-im-Duinath
Taur-im-Duinath groot bosgebied tussen de rivieren de Gelion en de Sirion in het zuiden van Beleriand uit De Silmarillion van J.R.R. Tolkien. Dit enorme woud lijkt nauwelijks bewoond te zijn. In de geschiedenis van de eerste era speelde het geen grote rol bij de gebeurtenissen.